# Pfarrkirche Haßbach

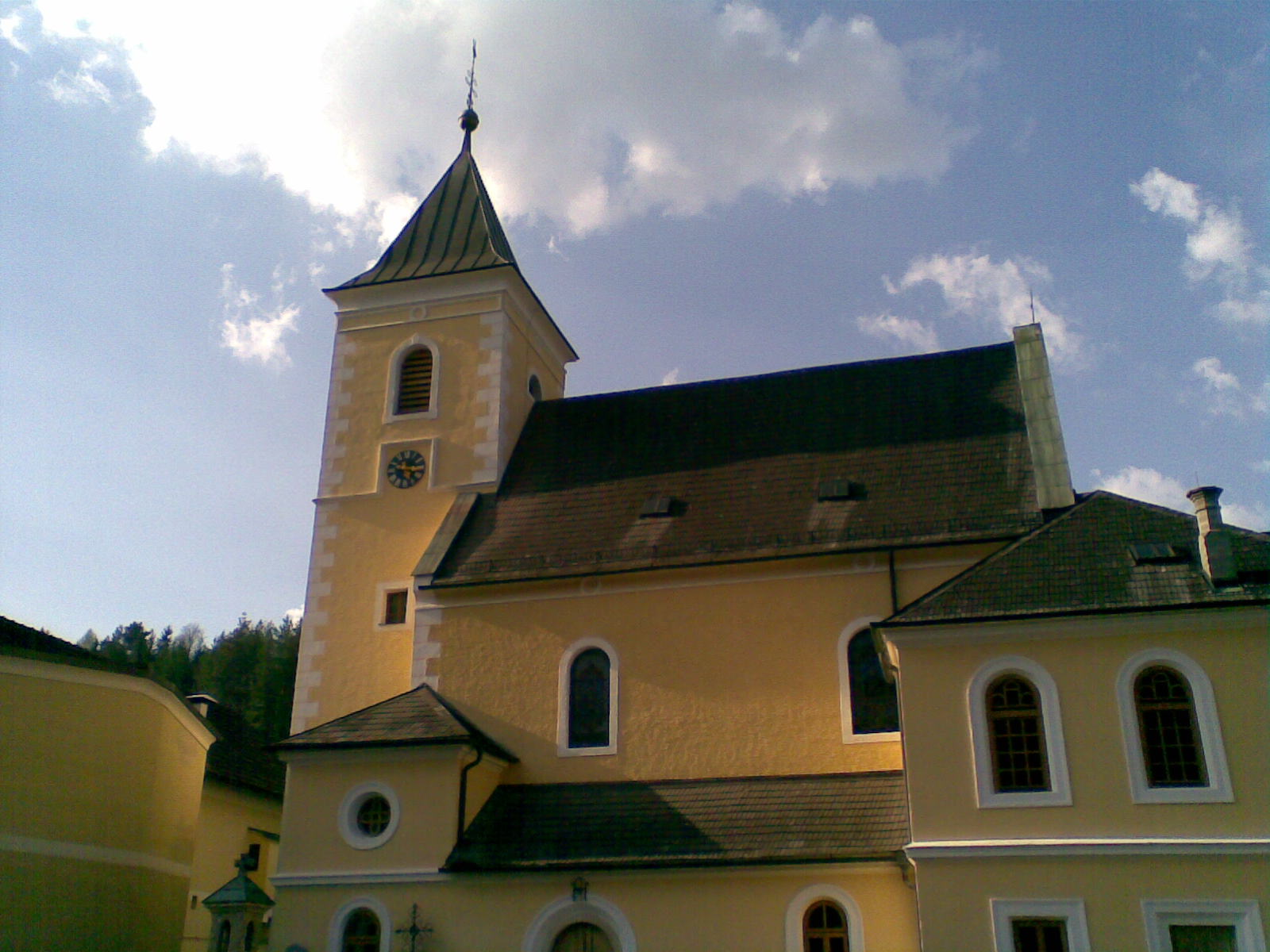
Katholische Pfarrkirche hl. Martin in Haßbach

Die Pfarrkirche Haßbach steht in der Ortsmitte von Haßbach in der Marktgemeinde Warth im Bezirk Neunkirchen in Niederösterreich. Die auf das Patrozinium Martin von Tours geweihte römisch-katholische Pfarrkirche gehört zum Dekanat Kirchberg im Vikariat Unter dem Wienerwald der Erzdiözese Wien. Die Kirche und die Friedhofsmauern stehen unter Denkmalschutz (Listeneintrag).

## Geschichte
Eine Pfarre wurde für das 13. und 14. Jahrhundert angenommen. Im 16. Jahrhundert war die Gegend verödet. 1683 erfolgte im Türkenkrieg eine Zerstörung der Kirche. 1686 erfolgte ein Wiederaufbau der Kirche mit Jahresangabe am Triumphbogen. 1784 wurde die Pfarre neu gegründet. In der zweiten Hälfte des 19. Jahrhunderts erfolgten Veränderungen an der Kirche mit Anbauten im Süden, 1870 mit einem Oratorium über der Sakristei, 1884 mit einer Portalerweiterung. 1914 war eine Restaurierung. 1977 war eine Innenrestaurierung, dabei wurde im Langhaus die vor 1620 errichtete Gruft der Herren von Wurmbrand-Stuppach aufgedeckt und anschließend wieder verschlossen.

## Architektur
Die romanische Kirche hat ein Langhaus mit einem rechteckigen Chor und einen gotischen vorgestellten Westturm. Das Langhaus wurde frühbarock verändert. Die Kirche erhielt später kleinere Anbauten. Um die Kirche besteht ein Friedhof mit einer Friedhofsmauer.

## Ausstattung
Die Orgel aus 1963 mit 12 Registern stammt von Rudolf Novak.